# Richard Layard
Peter Richard Grenville Layard (1935. március 15. –) brit közgazdász, 1990 óta a London School of Economics egyik részlegének az igazgatója.
Tanulmányait Cambridge-ben a King's College-ban és a London School of Economics-ban folytatta. Karrierje elején Lionel Robbins Bizottságnál volt kutatásvezető. Ennek a szervezetnek a jelentése vezetett a brit egyetemi oktatás kibővítéséhez a 20. század '60-as '70-es éveiben. Számtalan akadémiai tisztsége mellett, melyeket az 1960-as évek óta tölt be, több kormányzati szervnek is tanácsadója volt az Egyesült Királyságban és Oroszországban.
1991-ben elvette Molly Meachert. Két lányuk és két fiuk született.
2000 óta Layard a Lordok Házának munkáspárti képviselője.

## Munkássága
Layard azzal vált híressé a közgazdászok között, hogy azt állította: a bevétel rossz mutatója a boldogságnak. A modern boldogságkutatásokra alapozva három faktort emel ki, amit a közgazdászok nem vesznek számításba:
- Társadalmi versengés: Azzal ellentétben, amit a konzervatív közgazdaságtan állít, az ember boldogsága a relatív és nem az abszolút jövedelmétől függ. Tehát ha mindenki ugyanakkora vásárlóerő-növekedésben részesül, lesznek olyanok, akik a relatíve kevesebb pénz miatt szomorúbbak lesznek. Emiatt a hatás miatt a gazdasági növekedés soha nem lehet egy zéró összegű játék. Egy gazdaságban, ahol nem csak cégek, hanem magánemberek is versenyeznek, az élet és a munka olyan, mintha egy mókuskerékben lennének.
- Adaptáció: Azok az emberek, akik magasabb jövedelemmel rendelkeznek, magasabb jövedelememelkedéssel lesznek ugyanannyira megelégedve, mint az alacsony jövedelműek. Ha anticipációik szerint ez az elvárás a jövőben nem fog realizálódni, több időt fordítanak pihenésre, szabadidőre, s kevesebbet a munkára.
- Ízlésváltozás: A közgazdasági elméletek szerint a fogyasztónak állandó preferenciarendszere van.

Ezekből a nézőpontokból Layard azt a következtetést vonja le, hogy az adóknak a közszolgáltatások (leginkább a közjavak) finanszírozásán és a redisztribúción túl van még egy hatása: a többletjövedelem magasabb adóztatásán keresztül csökkenti az egységnyi többletmunkával megszerezhető pénzt, s így segít a helyes munka/szabadidő arány megtalálásában.

## Magyarul
- Boldogság. Fejezetek egy új tudományból; ford. Takács Dávid; Lexecon, Győr, 2007